# Campylocentrum natalieae
Campylocentrum natalieae är en orkidéart som beskrevs av Germán Carnevali och Ivón Mercedes Ramírez Morillo. Campylocentrum natalieae ingår i släktet Campylocentrum och familjen orkidéer. Inga underarter finns listade i Catalogue of Life.